# 김영하 (소설가)
김영하(金英夏, 1968년 11월 11일 ~ )는 대한민국의 소설가이다.

## 생애

### 출생과 수학
1968년 강원특별자치도 화천군에서 태어나 군인인 아버지를 따라 여러 지방을 옮겨 다니며 성장하다 1980년부터 서울에 정착하였다. 잠실의 신천중학교와 잠실고등학교를 졸업하고 연세대학교 경영학과에 입학하여 경영학 학사와 석사를 취득하였다. 이후 방위병으로 헌병대 수사과에서 군역을 마쳤다.

### 작가 경력

#### 정식 작품활동 이전
어린 시절 글쓰기로 상을 받아본 적이 한번도 없어서 작가가 될 것이라고 생각하지 않았지만, 연세대학교 대학원에 재학 중이던 1990년대 초에 PC 통신 하이텔에 올린 짤막한 콩트들이 뜨거운 반응을 얻는 것을 보고 자신의 작가적 재능을 처음으로 깨달았다고 한다. 1992년 김영하의 글을 본 한 출판사 사장이 무협지로 학생운동사를 써보지 않겠냐는 제의를 해서 《무협 학생운동》, 《대권무림》을 집필하였다. 1993년 《월간중앙》 7월호에 발표한 정치소설 <거대한 뿌리>에서 김영삼 대통령이 저격을 당하는 설정으로 인해 청와대에서 중앙일보에 항의한 사건도 있었다.

#### 정식 작품활동 이후
1995년 단편 <거울에 대한 명상>을 계간 《리뷰》에 발표하며 작품활동을 시작하였고 이듬해 96년 장편《나는 나를 파괴할 권리가 있다》로 제1회 문학동네 작가상을 수상하였다. 1997년에는 단편집 <호출>, 1999년에 역시 단편집 <엘리베이터에 낀 그 남자는 어떻게 되었나>를 출간하여 호평을 받았다. 2001년, 아랑전설을 현대적으로 차용한 장편 《아랑은 왜》를 출간하였고 2003년, 과테말라와 멕시코를 다녀온 후, 장편 《검은 꽃》을 발표하였다. 근대 초기의 멕시코 이민자들의 삶을 다룬 이 소설은 출간 당시부터 뜨거운 화제를 불러일으켰으며 그 해말 많은 매체에서 '올해의 책'으로 선정하였고 이듬해에는 동인문학상 수상작으로 선정되기도 하였다. 2004년 한 해, 김영하는 장편 《검은 꽃》으로 동인문학상, 단편집 《오빠가 돌아왔다》로 이산문학상, 단편 <보물선>으로 황순원문학상을 받았다. 한 작가에게 상을 몰아주지 않는 한국 문단의 관례에 비추어볼 때 이례적인 사건이었으며 '문학계의 그랜드슬램'으로 불렸다. 그해 김영하는 한국예술종합학교 연극원 전임강사로 임용되어 학생들에게 글쓰기를 가르치기 시작하였다. 2006년에는 갑자기 귀환 명령을 받은 남파간첩의 하루를 그린 장편 《빛의 제국》을 출간함. 2007년에는 20대 젊은이들의 삶을 다룬 장편 《퀴즈쇼》를 발표하였다. 이후 김영하는 한국예술종합학교 교수직을 사임하고 전업작가의 길로 들어섰다. 2012년  <옥수수와 나>가 36회 이상문학상을 수상했다. 같은해 고아 트릴로지의 최종편 《너의 목소리가 들려》를 출간하였다. 2013년 장편소설 <살인자의 기억법> 출간했으며 이때도 역시 그가 국내 처음으로 시도한 낭독회 방식의 북 콘서트를 열었다. 2014 산문집 <보다> 출간. 이듬해 2015년 3월 <말하다> 출간. 이어서 11월 <읽다>를 출간하여 김영하 산문 트릴로지(보다+말하다+읽다)를 완성시킴. 각 산문집의 출간때에는 예약도서를 구매한 독자들을 대상으로 낭독회를 진행하였다. 동네 도서관, 기업체에도 활발한 강연활동을 이어 나갔다. 2015년에는 그의 자택이 있는 연희동 개나리 언덕의 무분별한 개발을 다수의 매체출연과 청원활동으로 저지하는데 성공하였다. 2017년 단편집 《오직 두 사람》을, 2019년 산문 《여행의 이유》를 출간하였다. 2024년 유료 구독 레터 서비스 <영하의 날씨>를 연재했다. 

## 작품 특징
구한말 멕시코 한인 이민자들을 그린 《검은꽃》에서부터 21세기 초를 살아가는 남파간첩을 그린 《빛의제국》, 조선시대 설화를 재해석한 《아랑은 왜》까지 김영하 작품의 시대적 스펙트럼은 동시대에 한정되지 않는다. 나르시시즘, 성욕, 후기 자본주의, 80년대 학생운동 후일담 등의 주제를 도회적 감수성을 바탕으로한 냉정한 시선으로 그려낸다는 평을 받는다. 평론가 남진우는 김영하의 “전복적 사유와 상상력”을 높이 사면서 그가 “허무주의의 깊숙한 세례를 받았으면서도 감상적인 상실감이나 냉소주의로 치닫지 않는다”고 평가한다. 2008년 인터뷰에서 김영하는 자신의 작품의 허무주의적 색채에 대하여 "제가 이십대 후반에 쓴 소설에 나타난 허무주의에 대해서 많은 분들이 젊어서 그럴 거야라고 생각했지만, 지금까지 계속 보신 분들은 아니라는 것을 알게 됐을 거예요. 앞으로도 저는 별로 변하지 않을 것 같아요. 지금까지 그렇게 살아왔으니까요."라고 밝혔다.

## 영화화된 작품들
《나는 나를 파괴할 권리가 있다》가 전수일 감독에 의해 영화화되었다. 정보석, 추상미가 주연을 맡았다. 《주홍글씨》-변혁 감독, 한석규 주연- 는 김영하의 단편, <거울에 대한 명상>과 <사진관 살인사건>을 원작으로 하여 제작되었다. - 사진관에서 살인사건이 벌어진다는 설정은 <사진관 살인사건>에서, 동성애적 관계의 두 여자가 한 남자와 기묘한 삼각관계-설정은 <거울에 대한 명상>에서 빌려온 것이다. <엘리베이터에 낀 그 남자는 어떻게 되었나>를 권해효 주연으로 MBC 베스트극장에서 제작하여 방영하였고 <사진관 살인사건>을 김갑수 주연으로 KBS 단막극으로 각색하여 방영하였다. <오빠가 돌아왔다>와 <흡혈귀>는 연극으로 각색되어 대학로 무대에 선보였다.《퀴즈쇼》는 뮤지컬로 각색되어 예술의 전당에 선보였다. 2005년 즈음에는 <컷 런스 딥>, <내 머릿속의 지우개>의 이재한감독과 김영하는 그의 장편 <검은 꽃>을 토대로 시나리오 작업에 매진하였으나 영화화는 불발되었다. 그가 각색한 이재한 감독, 정우성, 손예진주연의 영화 <내 머리속의 지우개>가  2004년 개봉했고 이듬해 제 42회 대종상 각색상을 수상했다. 2010년 <오빠가 돌아왔다>가 노진수 감독, 손병호,김민기 주연의 동명의 영화로 개봉했다. 2013년 전주국제영화제에 3편의 원작을 제공하여 프로젝트<소설, 영화와 만나다>에서 각각 <더 바디>, <비상구>, <번개와 춤을>라는 단편영화로 각각 공개되었다. 2013년 출간된 <살인자의 기억법>이 설경구, 김남길, 걸그룹 <AOA> 설현 주연으로 2017년에 개봉되었다.

## 방송 활동 및 광고
- 2006년 - 2007년 KBS 제1라디오 <김영하의 문화포커스> 진행.
- 2008년 2월 방송된 EBS 간판 다큐멘터리인 <세계테마기행>에 출연. 이탈리아 시칠리아의 풍경과 문화를 전함
- 2010년 이후 팟캐스트 <김영하의 책읽는 시간>이 지금(2016년)까지 진행. 에피소드는 대부분의 팟캐스트가 주기적으로 올리는 것과는 다르게 김영하의 자유분방한 의지에 달렸다.
- 2013년 KBS <이야기쇼 두드림> 57회 출연하여 작가의 유년시절과 결혼생활등을 소개.
- 2015년 SBS 이경규, 김제동, 성유리가 진행하는 <힐링캠프, 기쁘지 아니한가>에서 젊은세대(88만원 또는 삼포세대)에게 비관적 현실주의라는 키워드와 세속적 성공이 아닌 자기 즐거움,내면을 가질것을 새로운 비전을 제시하였다.
- 2017년 6월 2일~ tvN <알아두면 쓸데없는 신비한 잡학사전 ; 알쓸신잡> 출연.
- 2018년 한국방송광고진흥공사 산하 공익광고 전담 기구인 공익광고협의회가 제작한 독서 공익광고 출연.
- 2019년 KBS 2TV 유희열이 진행하는 <대화의 희열>에 출연하였다.
- 2022년 tvN <유 퀴즈 온 더 블럭> 154회 '꾼'특집 출연.
- 2022년 JTBC 《톡파원25시》 - 게스트

## 해외 번역 출간된 작품들
그의 소설들은 해외에도 다수 번역 출간되어 있다. 1998년 프랑스의 필리프 피키에(Philippe Picquier) 출판사가 《나는 나를 파괴할 권리가 있다》를 출간한 이래, 미국의 하코트(Harcourt), 독일의 하이네 랜덤하우스(Heyne Randomhouse), 네덜란드의 암보&안토스(Ambo&Anthos), 터키의 아고라(Agora), 폴란드의 베스페르(Vesper), 중국의 화성출판사가 뒤를 따랐다. 그밖에도 《검은 꽃》이 역시 프랑스의 필리프 피키에에서, 《빛의 제국》이 독일의 하이네 랜덤하우스와 일본의 후타미쇼보(二見書房), 프랑스의 필리프 피키에에서 번역 출간되었다. 그밖에도 《아랑은 왜》가 일본의 하쿠테이샤(白帝社)에서, 단편선이 이탈리아의 오바라오(O Barra O)와 폴란드의 크비아티 오리엔투(Kwiaty Orientu)에서 각각 출간되었다. 《퀴즈쇼》는 중국의 화성출판사에서 출간되었다. 《빛의 제국》은 2010년 9월 미국 NPR에 소개되면서 시사작가로 유명한 조너선 프랜즌과 비교되며 높은 평가를 받았다. 이 작품은 김지영이 Your Republic Is Calling You라는 제목으로 영어로 번역하여 2010년 미국에서 출간되었다. 《살인자의 기억법》은 미국, 프랑스, 스페인, 영국, 일본, 중국에서 번역 출간되었고 특히 일본에서는 2018년 번역문학대상을 수상하였다. 2019년 현재 그의 작품은 40여 종의 타이틀이 12개 언어로 번역되어 있다.

## 사생활
기혼이나 자녀가 없다. 《글쓰기의 최소 원칙》에 담긴 김수이 교수와의 인터뷰에서 인간은 "어떤 의미있는 것"을 할 수 있는 존재가 아니라 "어리둥절한 채 서로에게 상처를 입히고, 죽지 않으려고 발버둥치다가 결국은 죽어 사라지는 존재"로 생각한다면서 자신이 30대 초반에 자식을 낳지 않기로 결심했다고 밝힌 바 있다.

## 주요 작품

### 장편소설
- 《검은 꽃》 / 복복서가 (2020.07.20) ISBN 9791197021633
- 《아랑은 왜》 / 복복서가 (2020.07.20) ISBN 9791197021626
- 《살인자의 기억법》 / 복복서가 (2020.08.28) ISBN 9791197021688
- 《작별인사》 / 복복서가 (2022.05.02) ISBN 9791191114225
- 《나는 나를 파괴할 권리가 있다》 / 복복서가 (2022.05.23) ISBN 9791191114072
- 《빛의 제국》 / 복복서가 (2022.05.23) ISBN 9791191114065
- 《퀴즈쇼》 / 복복서가 (2022.09.22) ISBN 9791191114348
- 《너의 목소리가 들려》 / 복복서가 (2022.09.22) ISBN 9791191114331

### 단편 및 소설집
- 《흡혈귀》 현장비평가가 뽑은 올해의 좋은 소설 / 현대문학 (1998) ISBN 9788972750819
- 《당신의 나무》 현대문학상수상 소설집 제44회 / 현대문학 (1999) ISBN 9788972752455
- 《이사》 찔레꽃(2003 제4회 이효석문학상 수상작품집) / 해토 (2003) ISBN 9788995400043
- 《옥수수와 나》2012년 36회 이상문학상 작품집 / 문학사 (2012) ISBN 9788970128719
- 《엘리베이터에 낀 그 남자는 어떻게 되었나》 / 복복서가 (2020.07.20) ISBN 9791197021640
- 《무슨 일이 일어났는지는 아무도》 / 복복서가 (2020.09.30) ISBN 9791191114010
- 《오빠가 돌아왔다》 / 복복서가 (2020.09.30) ISBN 9791191114003
- 《오직 두 사람》 / 복복서가 (2022.07.04) ISBN 9791191114256
- 《호출》 / 복복서가 (2022.09.22) ISBN 9791191114362

### 산문집
- 《굴비낚시》 / 마음산책 (2000) ISBN 9788989351009
- 《일상》 / 홍디자인 (2001) ISBN 9788988758120
- 《포스트잇》 / 현대문학 (2002) ISBN 9788972752288
- 《김영하 이우일의 영화 이야기》 / 마음산책 (2003) ISBN 9788989351351
- 《김영하의 여행자 하이델베르크》 / 아트북스 (2007) ISBN 9788989800927
- 《김영하 여행자 도쿄》 / 아트북스 (2008) ISBN 9788961960137
- 《랄랄라하우스》 / 마음산책 (2012) ISBN 9788960901346
- 《오래 준비해온 대답》 / 복복서가 (2020.04.29) ISBN 9791197021602
- 《다다다》 / 복복서가 (2021.02.26) ISBN 9791191114102
- 《여행의 이유》 / 복복서가 (2024.04.17) ISBN 9791191114591

### 번역
- 크리스 반 알스버그, 《리버벤드 마을의 이상한 하루》(문학동네어린이, 2001) ISBN 978-89-8281-404-4
- 크리스 반 알스버그, 《벤의 꿈》(문학동네어린이, 2001) ISBN 978-89-8281-405-1
- F. 스콧 피츠제럴드, 《위대한 개츠비》(문학동네, 2010) ISBN 978-89-546-1046-9

## 같이 보기
- 한국 문학
- 한국의 소설가 목록